# 二級水系
二級水系（にきゅうすいけい）とは、日本の河川法によって定められた一級水系以外で「公共の利害に重要な関係がある水系」である。

## 概要
- 二級水系とは、一級水系以外で公共の利害に重要な関係がある水系である。本流が二級河川で支流も二級河川・準用河川であれば、本流の二級河川名（○○水系）で呼ばれる。
- 二級河川とは、一級水系以外の水系で公共の利害に重要な関係があるもの（二級水系）に係る都道府県知事指定の河川であると河川法で定められている。
- 二級河川を指定する場合、国土交通省令の定めにより、都道府県知事は水系ごとに、その名称と区間を公示しなければならない。
- 二級河川に係るものにあっては、河川の台帳（「河川現況台帳」及「水利台帳」[1]）に記載し、その保管を、河川法施行令第七条及び河川法施行規則第七条第三項に基づき、国土交通省令で定めるところにより、関係都道府県の事務所において保管するものとなっている。

河川の台帳のうち、河川現況台帳の調書の様式は、河川法施行規則第五条により、河川法施行令第五条第一項の国土交通省令で定める様式として、別記様式第一が定められている。水利台帳の調書の様式は、河川法施行規則第六条第一項により、河川法施行令第六条第一項の国土交通省令で定める様式として、別記様式第二が定められている。また河川法施行規則第六条第二項により、河川法施行令第六条第二項の国土交通省令で定める様式として、別記様式第二の二が定められている。河川法施行令第六条により、河川法第二十三条の許可に係る水利台帳の調書には、水利使用ごとに、国土交通省令で定める様式に従い記載をする。

## 指定方法
- 二級河川を指定しようとする場合において、当該河川が他の都府県との境界に係るものであるときは、当該他の都府県知事に協議しなければならない。
- 都道府県知事は、二級河川を指定しようとするときは、あらかじめ、関係市町村長の意見をきかなければならない。
- 前項の規定により関係市町村長が意見を述べようとするときは、当該市町村の議会の議決を経なければならない。
- 指定を実行した後は速やかに、指定表一覧へ記載をする。
- 二級河川の指定の変更又は廃止の手続は、上記の指定の手続に準じて行なわれなければならない。
- 二級河川に指定した後、一級河川の指定を受けたならば、二級河川指定の効力を失う。

## 主な二級河川を本川（本流）とする水系一覧
| 地域         | 都道府県 | 水系数 | 河川数 | 河川総延長 (km) | 流域面積 (km2) | 主要水系名及び湖沼                                                |
| ------------ | -------- | ------ | ------ | --------------- | -------------- | ----------------------------------------------------------------- |
| 北海道・東北 | 北海道   | 230    | 467    | 4,273.8         | 27,652.0       | 佐呂間別川水系 阿寒川水系 安平川水系 北海道の二級水系一覧を参照   |
| 北海道・東北 | 青森県   | 77     | 152    | 1,000.4         | 5,350.0        | 奥入瀬川水系 赤石川水系 堤川水系 青森県の二級水系一覧を参照       |
| 北海道・東北 | 岩手県   | 45     | 106    | 976.1           | 5,090.0        | 閉伊川水系 久慈川水系 気仙川水系 岩手県の二級水系一覧を参照       |
| 北海道・東北 | 宮城県   | 30     | 70     | 347.2           | 1,296.0        | 七北田川水系 砂押川水系 定川水系 宮城県の二級水系一覧を参照       |
| 北海道・東北 | 秋田県   | 21     | 51     | 451.1           | 1,457.0        | 馬場目川水系 塙川水系 水沢川水系 秋田県の二級水系一覧を参照       |
| 北海道・東北 | 山形県   | 17     | 59     | 269.9           | 739.0          | 日向川水系 新井田川水系 五十川水系 山形県の二級水系一覧を参照     |
| 北海道・東北 | 福島県   | 36     | 160    | 1,389.5         | 3,409.0        | 木戸川水系 夏井川水系 鮫川水系 福島県の二級水系一覧を参照         |
| 関東         | 茨城県   | 17     | 59     | 175.8           | 696.0          | 大北川水系 花貫川水系 十王川水系 茨城県の二級水系一覧を参照       |
| 関東         | 栃木県   | 0      | 0      | 0               | 0              | －                                                                |
| 関東         | 群馬県   | 0      | 0      | 0               | 0              | －                                                                |
| 関東         | 埼玉県   | 0      | 0      | 0               | 0              | －                                                                |
| 関東         | 千葉県   | 60     | 137    | 1,086.7         | 3,842.0        | 夷隅川水系 栗山川水系 小櫃川水系 千葉県の二級水系一覧を参照       |
| 関東         | 東京都   | 10     | 15     | 95.7            | 120.0          | 目黒川水系 古川（渋谷川）水系 呑川水系 東京都の二級水系一覧を参照 |
| 関東         | 神奈川県 | 23     | 84     | 516.8           | 1,225.0        | 酒匂川水系 早川水系 帷子川水系 神奈川県の二級水系一覧を参照       |
| 中部         | 新潟県   | 143    | 395    | 1,545.2         | 3,710.0        | 胎内川水系 加治川水系 柿崎川水系 新潟県の二級水系一覧を参照       |
| 中部         | 山梨県   | 3      | 9      | 20.2            | 114.0          | 本栖湖 西湖 精進湖                                                |
| 中部         | 長野県   | 0      | 0      | 0               | 0              | －                                                                |
| 中部         | 富山県   | 30     | 101    | 476.5           | 1,100.0        | 片貝川水系 早月川水系 白岩川水系 富山県の二級水系一覧を参照       |
| 中部         | 石川県   | 60     | 164    | 898.7           | 2,505.0        | 犀川水系 浅野川水系 大聖寺川水系 石川県の二級水系一覧を参照       |
| 中部         | 福井県   | 22     | 41     | 252.8           | 1,231.0        | 大味川水系 笙の川水系 南川水系 福井県の二級水系一覧を参照         |
| 中部         | 静岡県   | 83     | 265    | 1,222.4         | 2,799.0        | 太田川水系 都田川水系 栃山川水系 静岡県の二級水系一覧を参照       |
| 中部         | 愛知県   | 55     | 147    | 719.7           | 2,313.0        | 天白川水系 境川水系 日光川水系 愛知県の二級水系一覧を参照         |
| 中部         | 岐阜県   | 0      | 0      | 0               | 0              | －                                                                |
| 中部         | 三重県   | 74     | 193    | 792.8           | 1,722.0        | 員弁川水系 安濃川水系 阪内川水系 三重県の二級水系一覧を参照       |
| 近畿         | 滋賀県   | 0      | 0      | 0               | 0              | －                                                                |
| 近畿         | 京都府   | 37     | 89     | 409.1           | 886.0          | 伊佐津川水系 野田川水系 竹野川水系 京都府の二級水系一覧を参照     |
| 近畿         | 大阪府   | 17     | 40     | 191.0           | 539.0          | 石津川水系 芦田川水系 大津川水系 大阪府の二級水系一覧を参照       |
| 近畿         | 兵庫県   | 92     | 350    | 1,693.6         | 3,685.0        | 市川水系 武庫川水系 夢前川水系 兵庫県の二級水系一覧を参照         |
| 近畿         | 奈良県   | 0      | 0      | 0               | 0              | －                                                                |
| 近畿         | 和歌山県 | 85     | 316    | 1,423.9         | 2,999.0        | 有田川水系 日高川水系 日置川水系 和歌山県の二級水系一覧を参照     |
| 中国         | 鳥取県   | 42     | 113    | 397.4           | 744.0          | 蒲生川水系 勝部川水系 由良川水系 鳥取県の二級水系一覧を参照       |
| 中国         | 島根県   | 72     | 159    | 847.1           | 2,068.0        | 益田川水系 三隅川水系 浜田川水系 島根県の二級水系一覧を参照       |
| 中国         | 岡山県   | 22     | 64     | 269.7           | 772.0          | 笹ヶ瀬川水系 倉敷川水系 里見川水系 岡山県の二級水系一覧を参照     |
| 中国         | 広島県   | 47     | 136    | 627.8           | 1,551.0        | 沼田川水系 黒瀬川水系 八幡川水系 広島県の二級水系一覧を参照       |
| 中国         | 山口県   | 108    | 437    | 2,213.1         | 4,844.0        | 錦川水系 阿武川水系 木屋川水系 山口県の二級水系一覧を参照         |
| 四国         | 徳島県   | 39     | 129    | 430.6           | 762.0          | 勝浦川水系 海部川水系 牟岐川水系 徳島県の二級水系一覧を参照       |
| 四国         | 香川県   | 79     | 275    | 1,008.4         | 1,399.0        | 綾川水系 香東川水系 財田川水系 香川県の二級水系一覧を参照         |
| 四国         | 愛媛県   | 182    | 410    | 1,247.0         | 2,071.0        | 蒼社川水系 加茂川水系 国領川水系 愛媛県の二級水系一覧を参照       |
| 四国         | 高知県   | 97     | 268    | 1,245.3         | 2,489.0        | 奈半利川水系 国分川水系 鏡川水系 高知県の二級水系一覧を参照       |
| 九州・沖縄   | 福岡県   | 52     | 149    | 875.5           | 1,841.0        | 那珂川水系 御笠川水系 紫川水系 福岡県の二級水系一覧を参照         |
| 九州・沖縄   | 佐賀県   | 60     | 174    | 504.9           | 742.0          | 有田川水系 塩田川水系 伊万里川水系 佐賀県の二級水系一覧を参照     |
| 九州・沖縄   | 長崎県   | 222    | 358    | 1,081.9         | 2,318.0        | 浦上川水系 八郎川水系 川棚川水系 長崎県の二級水系一覧を参照       |
| 九州・沖縄   | 熊本県   | 81     | 148    | 637.8           | 1,994.0        | 坪井川水系 水俣川水系 氷川水系 熊本県の二級水系一覧を参照         |
| 九州・沖縄   | 大分県   | 93     | 211    | 985.7           | 1,893.0        | 臼杵川水系 駅館川水系 八坂川水系 大分県の二級水系一覧を参照       |
| 九州・沖縄   | 宮崎県   | 53     | 237    | 1,243.0         | 3,616.0        | 耳川水系 一ツ瀬川水系 広渡川水系 宮崎県の二級水系一覧を参照       |
| 九州・沖縄   | 鹿児島県 | 160    | 310    | 1,760.5         | 4,682.0        | 甲突川水系 万之瀬川水系 天降川水系 鹿児島県の二級水系一覧を参照   |
| 九州・沖縄   | 沖縄県   | 51     | 75     | 355.8           | 903.0          | 比謝川水系 国場川水系 浦内川水系 沖縄県の二級水系一覧を参照       |

（備考）灰色欄で表示されている自治体は二級水系が存在しない自治体。換言すれば当該自治体にある河川は全て一級水系に所属する河川となり、堰止湖がある山梨県を除く内陸県が該当する。奈良県には例外的に県内も流域とする二級水系が3水系存在する（銚子川水系、日置川水系、日高川水系）が、県内部分はいずれも指定区間外であるためカウントしていない。

## 二級河川
二級水系に係わる河川は、都道府県によって指定される際は支流等も含め原則（後述）として二級河川であり、都道府県知事（都道府県）が指定管理する。日本には2014年4月30日現在二級水系の数が2,711あり、その河川数は7,078となる。都市部や源流部の小河川などでは、河川法での未指定部分は市町村長が準用河川に指定して管理したり、どこも指定区間の管理（以下、指定管理）をしない場合は、河川法の適用を受けない普通河川として扱われたりすることもある。一方で国や都道府県が指定管理していた河川が、河川法の指定はそのままに、管理権限のみ地元自治体へ移譲される事例もある。
尚、二級水系であっても隣接する一級水系と不可分な河川整備が必要と特に認められた場合は、国土交通省による直轄管理も行われる場合もある。一例として島根県の神戸川水系が、1976年（昭和51年）より『斐伊川・神戸川水系河川整備計画』に基づき国土交通省による河川整備が進められていた。ただし、2006年8月1日付けで神戸川水系が島根県管理の斐伊川水系に編入されて、水系としては消滅して、現在国土交通省が管理を行う二級水系は無い。
二級水系より重要な水系は一級水系とされ、原則として国の管理下におかれる。全国に109水系存在する（詳細は一級水系の項を参照）。また、一級水系、二級水系以外の水系は単独水系と呼ばれる。

### 沖縄県における特例
沖縄県の河川は、その全てが二級河川である。しかし沖縄県においては福地川など幾つかの河川において、二級河川でありながら国土交通大臣が施工・管理を行う特定多目的ダムが建設されているのをはじめ、国土交通省（実質的には内閣府沖縄総合事務局）が直轄事業として河川改修や河川管理を行っている。これは沖縄振興特別措置法における特例措置である。
すなわち、河川法第十条の規定により通常二級河川は都道府県知事の管理下におかれ、国が関与することはない。だが1972年（昭和47年）の沖縄返還以降、本土に比べインフラストラクチャー整備が遅れている沖縄県の発展を図るため、河川整備について沖縄県の振興を図るために特に必要があるものについては、沖縄県知事の要請があった場合に内閣総理大臣との協議によって国土交通大臣（従前は建設大臣）が、指定した河川区間について河川改良工事、修繕工事などを国直轄で行うことを特別措置法によって定めた。
こうした沖縄振興特別措置法の規定により、福地川・普久川・新川川・億首川など、沖縄県の十数河川が指定区間とされ、河川法第十条の例外規定として国土交通大臣が一級河川に準じた直轄管理を行っている。またこれに伴い、特定多目的ダム法についても沖縄県については特例が適用され、福地ダム（福地川）など特定多目的ダムが、二級河川であっても建設されている。